# Ommatissus binotatus
Ommatissus binotatus är en insektsart som beskrevs av Franz Xaver Fieber 1872. Ommatissus binotatus ingår i släktet Ommatissus och familjen Tropiduchidae.
Artens utbredningsområde är Spanien. Inga underarter finns listade i Catalogue of Life.